# دزد دریایی ساحلی
«دزد دریایی ساحلی» (انگلیسی: The Offshore Pirate) داستانی کوتاه نوشتهٔ اف. اسکات فیتزجرالد است که در سال ۱۹۲۰ منتشر شد. این داستان یکی از هشت داستانی است که در اولین مجموعه داستان فیتزجرالد با عنوان فلاپرها و فیلسوف‌ها قرار گرفت و بار دیگر منتشر شد. این داستان نخستین بار در نسخهٔ ۲۹ مهٔ ۱۹۲۰ ستردی ایونینگ پست، با تصویرگری لزلی لی. بنسون انتشار یافت. در سال ۱۹۲۱، فیلمی با اقتباس از این داستان کوتاه ساخته شد که در آن وایولا دینا در نقش آردیتا بازی کرد.